# Langer Stein (Rittersheim)
Der Lange Stein ist ein möglicher Menhir bei Rittersheim im Donnersbergkreis in Rheinland-Pfalz.

## Lage und Beschreibung
Der Lange Stein befindet sich nordwestlich von Rittersheim auf einem Feld, unterhalb des höchsten Punktes einer Erhebung. Dort markiert er die Grenze zwischen Rittersheim und Bischheim. Etwa 700 m nördlich befand sich auf der Flur „Am Galgen“ ursprünglich ein weiterer Stein, der 1533 als „Hunkelstein“ bezeichnet wurde und wohl als Gerichtsstätte diente.
Der Stein besteht aus Porphyrkonglomerat, als dessen Herkunftsort ein 10 km entferntes Vorkommen am Donnersberg identifiziert werden konnte. Er hat eine Höhe von 145 cm, eine Breite von 30 cm und eine Tiefe von 25 cm. Er ist pfeilerförmig, besitzt einen rechteckigen, fast quadratischen Querschnitt und endet in einer abgerundeten Spitze. Auf zwei Seiten sind ein R und ein B für Rittersheim und Bischheim eingemeißelt. Nach Otto Gödel geht die heutige Form erst auf eine starke Bearbeitung des vorgeschichtlichen Steins im Mittelalter zurück, Ernst Christmann hingegen sah in ihm keinen Menhir, sondern einen erst im Mittelalter entstandenen Grenzstein. 1979 lag er zerbrochen am Boden, wurde aber spätestens 1987 mit Zement wieder zusammengesetzt und aufgerichtet.